# Because of You
Because of You är en singel från Kelly Clarksons andra album Breakaway. Låten är skriven av Kelly Clarkson, Ben Moody och David Hodges. Den blev Clarksons hittills största världshit.
Kelly Clarkson skrev en första version som 16-åring och sången skildrar hur föräldrarnas konflikter och skilsmässa drabbar henne.
Videon till sången vann 2006 MTV Video Music Award for Best Female Video.
2007 spelades låten in som duett med Reba McEntire och var första singel från albumet Reba Duets.

## Listplaceringar
| Lista (2005-2009)   | Topplacering |
| ------------------- | ------------ |
| Australien          | 4            |
| Belgien (Flandern)  | 5            |
| Belgien (Vallonien) | 16           |
| Frankrike           | 13           |
| Nederländerna       | 1            |
| Norge               | 5            |
| Nya Zeeland         | 4            |
| Schweiz             | 1            |
| Sverige             | 30           |
| Österrike           | 3            |

### Fotnoter
1. ↑  ”Listplacering”. http://australian-charts.com/showitem.asp?interpret=Kelly+Clarkson&titel=Because+Of+You&cat=s. Läst 23 maj 2011.
2. ↑  ”Listplacering”. http://www.ultratop.be/nl/showitem.asp?interpret=Kelly+Clarkson&titel=Because+Of+You&cat=s. Läst 23 maj 2011.
3. ↑  ”Listplacering”. http://www.ultratop.be/fr/showitem.asp?interpret=Kelly+Clarkson&titel=Because+Of+You&cat=s. Läst 23 maj 2011.
4. ↑  ”Listplacering”. http://lescharts.com/showitem.asp?interpret=Kelly+Clarkson&titel=Because+Of+You&cat=s. Läst 23 maj 2011.
5. ↑  ”Listplacering”. http://dutchcharts.nl/showitem.asp?interpret=Kelly+Clarkson&titel=Because+Of+You&cat=s. Läst 23 maj 2011.
6. ↑  ”Listplacering”. http://norwegiancharts.com/showitem.asp?interpret=Kelly+Clarkson&titel=Because+Of+You&cat=s. Läst 23 maj 2011.
7. ↑  ”Listplacering”. Arkiverad från originalet den 21 augusti 2011. https://web.archive.org/web/20110821014421/http://charts.org.nz/showitem.asp?interpret=Kelly+Clarkson&titel=Because+Of+You&cat=s. Läst 23 maj 2011.
8. ↑  ”Listplacering”. http://hitparade.ch/showitem.asp?interpret=Kelly+Clarkson&titel=Because+Of+You&cat=s. Läst 23 maj 2011.
9. ↑  ”Listplacering”. http://swedishcharts.com/showitem.asp?interpret=Kelly+Clarkson&titel=Because+Of+You&cat=s. Läst 23 maj 2011.
10. ↑  ”Listplacering”. http://austriancharts.at/showitem.asp?interpret=Kelly+Clarkson&titel=Because+Of+You&cat=s. Läst 23 maj 2011.